# Parataracticus melanderi
Parataracticus melanderi är en tvåvingeart som beskrevs av Wilcox 1967. Parataracticus melanderi ingår i släktet Parataracticus och familjen rovflugor. Inga underarter finns listade i Catalogue of Life.